# Morti nel 2004/Novembre
| Questa pagina contiene informazioni ricavate automaticamente dalle voci biografiche con l'ausilio del template Bio e di un bot. L'aggiornamento è periodico e automatico e ricostruisce completamente la pagina. Se manca una persona in questa lista, sei pregato di non aggiungerla, ma accertati piuttosto che la sua voce biografica contenga il template Bio e che i dati anagrafici siano correttamente compilati. Se il template Bio manca, inseriscilo tu stesso o, in alternativa, metti l'avviso {{tmp\|Bio}} che ne segnala la mancanza. Se i dati riportati sono sbagliati, correggi direttamente la voce biografica; le modifiche saranno visibili in questa lista entro pochi giorni. Per chiarimenti vedi il progetto biografie. La lista contiene solo le 123 persone che sono citate nell'enciclopedia e per le quali è stato implementato correttamente il template Bio. Pagina aggiornata al 26 giu 2025. |

- 1º novembre - A.D.G., giornalista e scrittore francese (n. 1947)
- 1º novembre - Mac Dre, rapper statunitense (n. 1970)
- 2 novembre - Salvatore Di Pasquale, architetto italiano (n. 1931)
- 2 novembre - Theo van Gogh, regista, attore e produttore televisivo olandese (n. 1957)
- 2 novembre - Gustaaf Joos, cardinale e arcivescovo cattolico belga (n. 1923)
- 2 novembre - Gerrie Knetemann, ciclista su strada e pistard olandese (n. 1951)
- 2 novembre - Marcel Navarro, editore e fumettista francese (n. 1923)
- 2 novembre - Zayed bin Sultan Al Nahyan, sovrano emiratino (n. 1918)
- 3 novembre - Joe Bushkin, pianista e trombettista statunitense (n. 1916)
- 3 novembre - Maria Popescu, criminale rumena (n. 1919)
- 3 novembre - Sergejs Žoltoks, hockeista su ghiaccio lettone (n. 1972)
- 4 novembre - Richard Dyer, schermidore statunitense (n. 1929)
- 4 novembre - Gordon Ingram, inventore e imprenditore statunitense (n. 1924)
- 4 novembre - Yasutomi Nishizuka, biochimico giapponese (n. 1932)
- 5 novembre - Lorenzo Ciocci, politico italiano (n. 1942)
- 5 novembre - Nili Natho, cestista israeliana (n. 1982)
- 6 novembre - Pete Jolly, pianista, fisarmonicista e compositore statunitense (n. 1932)
- 6 novembre - Antonio Landieri, italiano (n. 1979)
- 6 novembre - Marion Shilling, attrice statunitense (n. 1910)
- 6 novembre - Johnny Warren, allenatore di calcio e calciatore australiano (n. 1943)
- 7 novembre - Serge Adda, autore televisivo e produttore televisivo tunisino (n. 1948)
- 7 novembre - Luciano Alghisi, calciatore italiano (n. 1917)
- 7 novembre - Ken Flaton, giocatore di poker statunitense (n. 1940)
- 7 novembre - Sérgio Hingst, attore brasiliano (n. 1924)
- 7 novembre - Howard Keel, cantante e attore statunitense (n. 1919)
- 8 novembre - Bruno Bettinelli, compositore italiano (n. 1913)
- 8 novembre - Eddie Charlton, giocatore di snooker australiano (n. 1929)
- 8 novembre - Lennox Miller, velocista giamaicano (n. 1946)
- 8 novembre - Vito Napoli, politico italiano (n. 1931)
- 8 novembre - Angiolo Silvio Ori, giornalista italiano (n. 1922)
- 8 novembre - Giannantonio Paladini, storico italiano (n. 1937)
- 9 novembre - Iris Chang, storica e giornalista statunitense (n. 1968)
- 9 novembre - Emlyn Hughes, calciatore e allenatore di calcio inglese (n. 1947)
- 9 novembre - Ed Kemmer, attore statunitense (n. 1921)
- 9 novembre - Stieg Larsson, scrittore, giornalista e critico letterario svedese (n. 1954)
- 9 novembre - Eiji Morioka, pugile giapponese (n. 1946)
- 10 novembre - Richard Dembo, regista e sceneggiatore francese (n. 1948)
- 11 novembre - Yasser Arafat, politico e militare palestinese (n. 1929)
- 11 novembre - Ambrogio Baira, calciatore italiano (n. 1923)
- 11 novembre - Jacques Dynam, attore e doppiatore francese (n. 1923)
- 11 novembre - Pasquale Morisco, calciatore e allenatore di calcio italiano (n. 1920)
- 11 novembre - Luis Normandín, pallanuotista argentino (n. 1932)
- 11 novembre - Giuseppe Vicuna, ingegnere italiano (n. 1916)
- 12 novembre - Franco Bandini, giornalista italiano (n. 1921)
- 12 novembre - Lucia Berlin, scrittrice statunitense (n. 1936)
- 12 novembre - Gino Marturano, attore italiano (n. 1931)
- 13 novembre - John Balance, cantante, compositore e musicista britannico (n. 1962)
- 13 novembre - Agostino Ferrari Toniolo, vescovo cattolico italiano (n. 1917)
- 13 novembre - Thomas M. Foglietta, politico e diplomatico statunitense (n. 1928)
- 13 novembre - Ol' Dirty Bastard, rapper statunitense (n. 1968)
- 13 novembre - Domenic Mobilio, calciatore canadese (n. 1969)
- 13 novembre - Carlo Rustichelli, compositore italiano (n. 1916)
- 13 novembre - Errol Thompson, produttore discografico giamaicano (n. 1948)
- 14 novembre - Michel Colombier, compositore francese (n. 1939)
- 14 novembre - Giacomo DiNorscio, mafioso statunitense (n. 1940)
- 14 novembre - Mario Scarpetta, attore italiano (n. 1953)
- 14 novembre - Ernst Tiburzy, militare tedesco (n. 1911)
- 15 novembre - Elmer L. Andersen, politico statunitense (n. 1904)
- 15 novembre - Carlo Buzzi, politico italiano (n. 1922)
- 15 novembre - Ed Krynski, progettista statunitense (n. 1927)
- 15 novembre - Jürgen Schmidt, attore tedesco (n. 1938)
- 16 novembre - Massimo Freccia, direttore d'orchestra italiano (n. 1906)
- 16 novembre - Charlie Fuller, calciatore inglese (n. 1919)
- 16 novembre - Mario Gariboldi, generale italiano (n. 1920)
- 17 novembre - Silvano Ambrosioni, giocatore di baseball e allenatore di baseball italiano (n. 1942)
- 17 novembre - George Curtis, allenatore di calcio e calciatore inglese (n. 1919)
- 17 novembre - Mikael Ljungberg, lottatore svedese (n. 1970)
- 17 novembre - Aleksandr Ragulin, hockeista su ghiaccio sovietico (n. 1941)
- 18 novembre - Juan Carlos Aramburu, cardinale e arcivescovo cattolico argentino (n. 1912)
- 18 novembre - Cy Coleman, compositore, cantautore e pianista statunitense (n. 1929)
- 18 novembre - Serhij Kovalenko, cestista sovietico (n. 1947)
- 18 novembre - Umberto Mannocci, dirigente sportivo, allenatore di calcio e calciatore italiano (n. 1922)
- 19 novembre - Woody Campbell, cestista canadese (n. 1925)
- 19 novembre - Helmut Griem, attore tedesco (n. 1932)
- 19 novembre - Fred Hale, supercentenario statunitense (n. 1890)
- 19 novembre - Terry Melcher, musicista e produttore discografico statunitense (n. 1942)
- 19 novembre - John Vane, biochimico britannico (n. 1927)
- 20 novembre - Gianfranco Chiti, generale e presbitero italiano (n. 1921)
- 20 novembre - Judith Deutsch, nuotatrice austriaca (n. 1918)
- 20 novembre - Ancel Keys, biologo, fisiologo e epidemiologo statunitense (n. 1904)
- 20 novembre - Vittorio Piscopo, pittore e scenografo italiano (n. 1913)
- 20 novembre - Dénes Pócsik, pallanuotista ungherese (n. 1940)
- 20 novembre - Gary Sheffield, bobbista statunitense (n. 1936)
- 20 novembre - Trooper Washington, cestista e allenatore di pallacanestro statunitense (n. 1944)
- 20 novembre - Kitty Yung, attrice pornografica statunitense (n. 1970)
- 21 novembre - Harvey Bennett, hockeista su ghiaccio canadese (n. 1925)
- 21 novembre - Vittorio Felisati, pittore italiano (n. 1912)
- 21 novembre - Bertus Hoogerman, calciatore olandese (n. 1938)
- 21 novembre - Gelsomina Verde, italiana (n. 1982)
- 21 novembre - Mashhoor bin Sa'ud Al Sa'ud, principe saudita (n. 1954)
- 22 novembre - Giuseppe Barone, presbitero e filosofo italiano (n. 1914)
- 22 novembre - Piero Brandi, pugile italiano (n. 1939)
- 22 novembre - Ortunho, calciatore brasiliano (n. 1935)
- 22 novembre - Paolo Rostagno, calciatore italiano (n. 1920)
- 23 novembre - Rafael Eitan, generale e politico israeliano (n. 1929)
- 23 novembre - Mike Jarmoluk, giocatore di football americano statunitense (n. 1922)
- 23 novembre - Lars-Magnus Lindgren, regista e sceneggiatore svedese (n. 1922)
- 23 novembre - Wolfango Zappasodi, politico italiano (n. 1933)
- 24 novembre - Eva Colombo, partigiana italiana (n. 1916)
- 24 novembre - Arthur Hailey, scrittore britannico (n. 1920)
- 24 novembre - Joseph Hansen, scrittore statunitense (n. 1923)
- 24 novembre - Taiji Kase, karateka e maestro di karate giapponese (n. 1929)
- 25 novembre - Tracy Hogg, infermiera e saggista britannica (n. 1960)
- 26 novembre - Arduino Agnelli, politico italiano (n. 1932)
- 26 novembre - Lorraine Dodd, atleta paralimpica, nuotatrice e tennistavolista australiana (n. 1944)
- 26 novembre - Hans Schaffner, politico svizzero (n. 1908)
- 26 novembre - Raffaele Spongano, filologo, metricista e storico della letteratura italiano (n. 1904)
- 26 novembre - Philippe de Broca, regista e sceneggiatore francese (n. 1933)
- 27 novembre - Pietro Giannattasio, generale e politico italiano (n. 1931)
- 27 novembre - Gunder Hägg, mezzofondista svedese (n. 1918)
- 27 novembre - Alberto Salinas, fumettista argentino (n. 1932)
- 27 novembre - Velimir Valenta, canottiere jugoslavo (n. 1929)
- 28 novembre - Leroy Aarons, giornalista, editore e drammaturgo statunitense (n. 1933)
- 28 novembre - Sergio Castelletti, calciatore e allenatore di calcio italiano (n. 1937)
- 28 novembre - Cris Huerta, attore portoghese (n. 1935)
- 28 novembre - Corrado Roma, allenatore di calcio a 5, giocatore di calcio a 5 e calciatore italiano (n. 1961)
- 28 novembre - Aldo Tavella, pittore italiano (n. 1909)
- 29 novembre - John Drew Barrymore, attore statunitense (n. 1932)
- 29 novembre - Ugo Ferrante, calciatore e allenatore di calcio italiano (n. 1945)
- 29 novembre - Luigi Veronelli, gastronomo, giornalista e editore italiano (n. 1926)
- 30 novembre - Robert Howe, tennista australiano (n. 1925)
- 30 novembre - Harold Kottman, cestista statunitense (n. 1922)
- 30 novembre - Pierre Berton, giornalista, scrittore e conduttore televisivo canadese (n. 1920)